# Treasure (Bruno Mars)
Treasure è un singolo del cantautore statunitense Bruno Mars, pubblicato il 17 giugno 2013 come terzo estratto dal secondo album in studio Unorthodox Jukebox. Il brano è stato scritto dallo stesso Mars insieme a Philip Lawrence, Ari Levine e Phredley Brown.

## Descrizione
Treasure è una canzone d'amore, dove Mars si rivolge alla ragazza che ama, paragonandola ad un tesoro. La canzone è stata scritta da Bruno Mars, Philip Lawrence e Ari Levine.
Il brano possiede un genere musicale disco, con elementi funk e R&B. Nel brano sono presenti forti influenze che richiamano gli anni '70 e '80, e molti critici hanno lodato il brano per questo, paragonando Treasure a brani di Michael Jackson e degli Earth, Wind & Fire.

## Critica
Il brano ha ricevuto recensioni positive dai critici musicali. Jody Rosen dal Rolling Stone ha dichiarato che Treasure è "cremoso disco soul sulla scia di Michael Jackson/Prince".

## Video musicale
Il videoclip è stato girato a Las Vegas il 20 maggio 2013, vede lo stesso Bruno Mars che si esibisce in un programma televisivo, immerso in uno scenario tipicamente anni settanta, insieme ai THE Hooligans e con protagonista femminile la ballerina Taja Riley. Diretto da Cameron Diddy ha valso al cantante una statuetta nella categoria miglior coreografia agli MTV Video Music Awards 2013.
Ha la particolarità di essere girato nel formato 4:3 che era il più diffuso all'epoca a cui si rifà.

## Tracce
German CD singolo
1. Treasure – 2:56
2. Locked Out of Heaven (Paul Oakenfold Remix) – 5:17

## Classifiche
| Classifica (2013-23) | Posizione massima |
| -------------------- | ----------------- |
| Australia            | 10                |
| Austria              | 15                |
| Belgio (Fiandre)     | 26                |
| Belgio (Vallonia)    | 10                |
| Canada               | 4                 |
| Corea del Sud        | 6                 |
| Danimarca            | 14                |
| Francia              | 6                 |
| Germania             | 17                |
| Irlanda              | 9                 |
| Israele              | 53                |
| Italia               | 22                |
| Libano               | 3                 |
| Messico              | 7                 |
| Nuova Zelanda        | 7                 |
| Paesi Bassi          | 15                |
| Polonia              | 1                 |
| Regno Unito          | 12                |
| Repubblica Ceca      | 4                 |
| Slovacchia           | 24                |
| Stati Uniti          | 5                 |
| Stati Uniti (Pop)    | 5                 |
| Svizzera             | 13                |

### Classifiche di fine anno
| Classifica (2013) | Posizione |
| ----------------- | --------- |
| Italia            | 64        |

## Date di pubblicazione
| Paese       | Data           | Formato                | Etichetta        |
| ----------- | -------------- | ---------------------- | ---------------- |
| Regno Unito | 12 giugno 2013 | Contemporary hit radio | Atlantic Records |
| Germania    | 21 giugno 2013 | CD singolo             | Atlantic Records |